# Rolling Steady: The 1983 Music Mountain Sessions
Rolling Steady: The 1983 Music Mountain Sessions – czternasty album studyjny The Skatalites, jamajskiej grupy muzycznej wykonującej ska.
Płyta została wydana 12 września 2007 roku przez brytyjską wytwórnię Motion Records. Na krążku znalazły się utwory zarejestrowane przez Tony'ego Owensa w Music Mountain Studio podczas pierwszych wspólnych sesji muzyków po reaktywacji zespołu w roku 1983. W nagraniach tych udział wzięło ośmiu spośród dziewięciu członków założycieli The Skatalites; zabrakło jedynie zmarłego w roku 1969 puzonisty Dona Drummonda, którego zastąpił Calvin Cameron.

## Lista utworów
1. "We Nah Sleep"
2. "Contention"
3. "Big Trombone"
4. "Away From Home"
5. "Idler's Rest"
6. "Rolling Steady"
7. "Devil's Triangle"
8. "The Master's Call"
9. "Absent Without Leave"

## Muzycy
- Roland Alphonso - saksofon tenorowy
- Tommy McCook - saksofon tenorowy
- Lester "Ska" Sterling - saksofon altowy
- Johnny "Dizzy" Moore - trąbka
- Jerome "Jah Jerry" Haynes - gitara
- Lloyd Brevett - kontrabas
- Lloyd Knibb - perkusja
- Jackie Mittoo - fortepian
- Calvin Cameron - puzon